# 張鉞 (正德進士)
張鉞（1474年—？年），字文輔，江西饶州府安仁縣人，民籍。

## 生平
治《詩經》，行十九，由國子生中式弘治十四年辛酉科（1501年）江西鄉試第十四名舉人，年三十五歲中式正德三年（1508年）戊辰科會試第三百二十六名，第三甲第一百四十六名進士。初授遂昌县知县，在遂昌三年，以內艱去職，民立生祠祭祀。十二年（1517年）服阕赴京，擢陕西道监察御史，十六年（1521）巡按广西，嘉靖元年（1522年）七月弹劾副使姚鹏贪污，又劾刑部尚书张子麟私交宁王朱宸濠，纳其重贿。弹劾镇守两广总兵官抚宁侯朱麒贪懦不职，结交刘瑾馀党朱瀛。嘉靖二年升永平知府，以外艱没有赴任。五年（1526年）服阕，起补金华府知府，八年（1529年）升浙江海道副使，历福建参政、湖广按察使，十四年剿平湖广九溪湾等处峒贼。升四川右布政使，轉左布政，十七年二月升都察院右副都御史、巡抚贵州，十八年十月升南京工部右侍郎，二十年六月以九廟火灾，自陈致仕。

## 家族
曾祖张瑄。祖父张九渊。父张紀。母陈氏。具庆下，弟鍔。